# Werner Jaisli
Werner Jaisli (4 de enero de 1949, diciembre de 2021.) fue un viajero y artista suizo.

## Vida
Jaisli construyó un OVNIpuerto - una pista de aterrizaje para extraterrestres - a tres kilómetros de la ciudad de Cachi, Argentina. La construcción, también denominada “estrella de la esperanza”, fue reconocida como patrimonio arquitectónico y urbanístico de la provincia de Salta en una votación de los diputados provinciales en septiembre de 2020.
Según los reportes, Jaisli vestía de forma original, lucía una gran barba y ropa de druida.
La ciudad de Cachi se ha convertido a lo largo de los años en un lugar de peregrinaje para los entusiastas de los ovnis.

## Estrella de la esperanza
La obra realizada por Jaisli representa una gran estrella compuesta por 36 ramas, de 48 metros de diámetro, que contiene en su centro otra estrella, más pequeña. Todo está elaborado con piedras transportadas de los alrededores, y blanqueadas. Jaisli lo construyó entre 2008 y 2012.
Jaisli construyó su estrella luego de un encuentro del tercer tipo en 2008, donde afirmó haber recibido telepáticamente órdenes de dos ovnis.

## Poesía
Jaisli escribía poesía que nunca publicaba con fines comerciales, sino que regalaba a sus amigos.